# Benoît-Joseph Flaget
Benoît-Joseph Flaget (Contournat, 17 novembre 1763 – Louisville, 11 febbraio 1850) è stato un vescovo cattolico francese.

## Biografia
Entrò nel seminario sulpiziano di Clermont-Ferrand nel 1783 e fu ordinato prete nel 1787. Insegnò teologia al seminario di Nantes, ma a seguito della chiusura dei seminari dopo la Rivoluzione francese, decise di partire per gli Stati Uniti d'America nel 1792 e gli fu affidata l'assistenza religiosa a Fort Vincennes.
Nel 1794 fu chiamato come insegnante al Georgetown College di Baltimora e gli fu affidata la cura delle vocazioni; nel 1798 fu inviato dai sulpiziani a fondare un collegio all'Avana. Tornato negli Stati Uniti, tra il 1802 e il 1808 ricoprì vari incarichi presso il Saint Mary's College di Baltimora.
Eletto vescovo di Bardstown nel 1808, si recò a Parigi per evitare la nomina ma, costretto ad accettarla, tornò in America: lasciò il governo della diocesi nel 1832 ma fu rieletto vescovo di quella Chiesa nel 1833. Fondò seminari, favorì l'insedimento di comunità religiose, visitò le varie zone della sua diocesi (che comprendeva Kentucky e Tennessee) e promosse la costruzione di nuove chiese.
Sotto il suo episcopato nel territorio della sua diocesi furono erette undici nuove sedi episcopali. Nel 1841 la sede vescovile fu trasferita da Bardstown a Louisville.
Morì nel 1850.

## Genealogia episcopale e successione apostolica
La genealogia episcopale è:
- Cardinale Scipione Rebiba
- Cardinale Giulio Antonio Santori
- Cardinale Girolamo Bernerio, O.P.
- Arcivescovo Galeazzo Sanvitale
- Cardinale Ludovico Ludovisi
- Cardinale Luigi Caetani
- Cardinale Ulderico Carpegna
- Cardinale Paluzzo Paluzzi Altieri degli Albertoni
- Cardinale Gaspare Carpegna
- Cardinale Fabrizio Paolucci
- Cardinale Francesco Barberini
- Cardinale Annibale Albani
- Cardinale Federico Marcello Lante Montefeltro della Rovere
- Vescovo Charles Walmesley, O.S.B.
- Arcivescovo John Carroll, S.I.
- Vescovo Benoît-Joseph Flaget, P.S.S.

La successione apostolica è:
- Vescovo Jean-Baptiste-Marie David, P.S.S. (1819)
- Vescovo Edward Dominic Fenwick, O.P. (1822)
- Arcivescovo James Whitfield (1828)
- Arcivescovo Francis Patrick Kenrick (1830)
- Vescovo Guy Ignatius Chabrat, P.S.S. (1834)
- Vescovo Simon William Gabriel Bruté de Rémur (1834)
- Arcivescovo Martin John Spalding (1848)